# Tor Risdal Stavenes
Tor Risdal "Seidemann" Stavenes (ur. 8 lutego 1978) – norweski muzyk, basista. Tor Risdal Stavenes znany jest przede wszystkim z występów w zespole blackmetalowym 1349, którego jest członkiem od 1997 roku. Od 2004 roku współtworzy formację Pantheon I. Natomiast od 2008 roku występuje w zespole Den Saakaldte. Występował także w zespole Tyrann.
Jest endorserem instrumentów firmy Warwick.

## Dyskografia
- Pantheon I – The Wanderer and His Shadow (2008)
- Den Saakaldte – Shining / Den Saakaldte (2008, Split)
- Pantheon I – Atrocity Divine (2008)
- Tyrann – Shadows of Leng (2009)
- Den Saakaldte – All Hail Pessimism (2009)
- Pantheon I – Worlds I Create (2009)